# Abd-al-Qàbid (nom)
Abd-al-Qàbid és un nom masculí teòfor àrab islàmic (àrab: عبد القابض, ʿAbd al-Qābiḍ) que literalment significa ‘Servidor de el Qui tanca la mà’, ‘Servidor de Qui agafa’, essent «el Qui tanca la mà», «el Qui agafa» un dels epítets de Déu. Si bé Abd-al-Qàbid és la transcripció normativa en català del nom en àrab clàssic, també se'l pot trobar transcrit Abdul Qabidh, ‘Abdul Qabiedh… normalment per influència de la pronunciació dialectal o seguint altres criteris de transliteració. Com a teòfor, també el duen molts musulmans no arabòfons que l'han adaptat a les característiques fòniques i gràfiques de la seva llengua.